# Mansfield Shire
Mansfield Shire är en kommun i Australien. Den ligger i delstaten Victoria, omkring 120 kilometer nordost om delstatshuvudstaden Melbourne. Antalet invånare var 8 584 vid folkräkningen 2016.
Följande samhällen finns i Mansfield:
- Mansfield